# ASK Arena
Die ASK Arena ist ein Fußballstadion in der aserbaidschanischen Hauptstadt Baku. Die Fußballvereine FK Keşlə und der Bakılı Baku PFK bestreiten hier ihre Heimspiele. 

## Geschichte
2001 fand die Einweihung statt. Damals hieß es noch Şəfa-Stadion. Zwischen 2008 und 2013 wurde die Fußballarena renoviert. Die Anlage fasst 8125 Zuschauer. Die Spielstätte mit Kunstrasenspielfeld besteht aus drei überdachten Tribünen (zwei Längstribünen und ein Rang im Norden hinter dem Tor) nah am Spielfeldrand. An der offenen Südseite liegt ein kleiner Kunstrasenplatz. Zu der Anlage gehören des Weiteren vier Tennisplätze und ein weiterer Fußballplatz. Früher hieß der FK Keşlə Inter Baku und das Stadion war von 2014 bis 2018 als Inter Arena bekannt. Die Azərbaycan Sənaye Korporasiyası (ASK) wurde 2018 Sponsor und das Stadion wurde in ASK Arena umbenannt.
2012 war das ehemalige Şəfa-Stadion eine von sechs Spielstätten der U-17-Fußball-Weltmeisterschaft der Frauen.